# Samuel Szpigel
Samuel Szpigel (ur. 1936 w Rio de Janeiro) – brazylijski malarz, grafik, architekt i pedagog.
W latach 1956–1960 studiował na Uniwersytecie Prezbiteriańskim Mackenzie w São Paulo, od 1968 uczęszczał do IADE (Akademii Sztuki). W 1972 powrócił na Uniwersytet Prezbiteriański Mackenzie aby studiować architekturę. Trzy lata później po ukończeniu studiów rozpoczął pracę na Wydziale Architektury w Universidade Católica de Santos i wykładał tam do 2003. Równolegle w latach 1987–1989 był wykładowcą na Wydziale Architektury w Szkole Sztuk Pięknych w São Paulo, w 1993 otrzymał tytuł profesora.
Samuel Szpigel jest współczesnym malarzem brazylijskim, duża część jego twórczości składa się z połączonych modułów i zawiera elementy pop-artu. W latach 60. XX wieku był uczestnikiem brazylijskiej awangardy sztuki.